# Piedra de molde

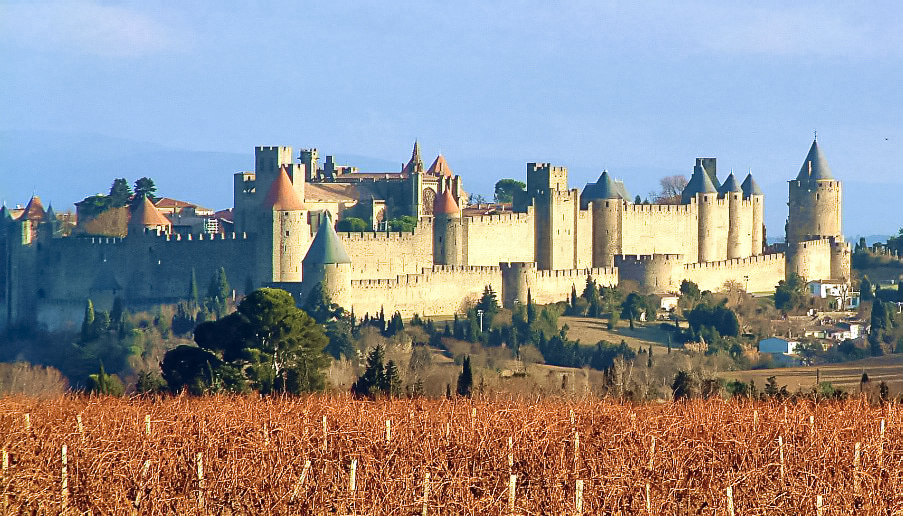
La ciudad amurallada de Carcassonne muestra de piedra moldeada

La  piedra moldeada  es un material de construcción de cemento refinado fabricada para simular la piedra tallada natural, utilizada en aplicaciones de arquitectura. En el Reino Unido y Europa, por  piedra moldeada  se entiende cualquier material fabricado con agregados y aglutinantes de cemento, destinada a simular la apariencia de la piedra natural, y que puede ser utilizado de una manera similar a dicha piedra natural.
La  piedra moldeada  se utiliza o bien como un producto de mampostería, como elemento arquitectónico, de adorno o de ajuste, o bien como recubrimiento de edificios u otras estructuras, aunque también puede ser utilizada como ornamento de jardín.

## Características

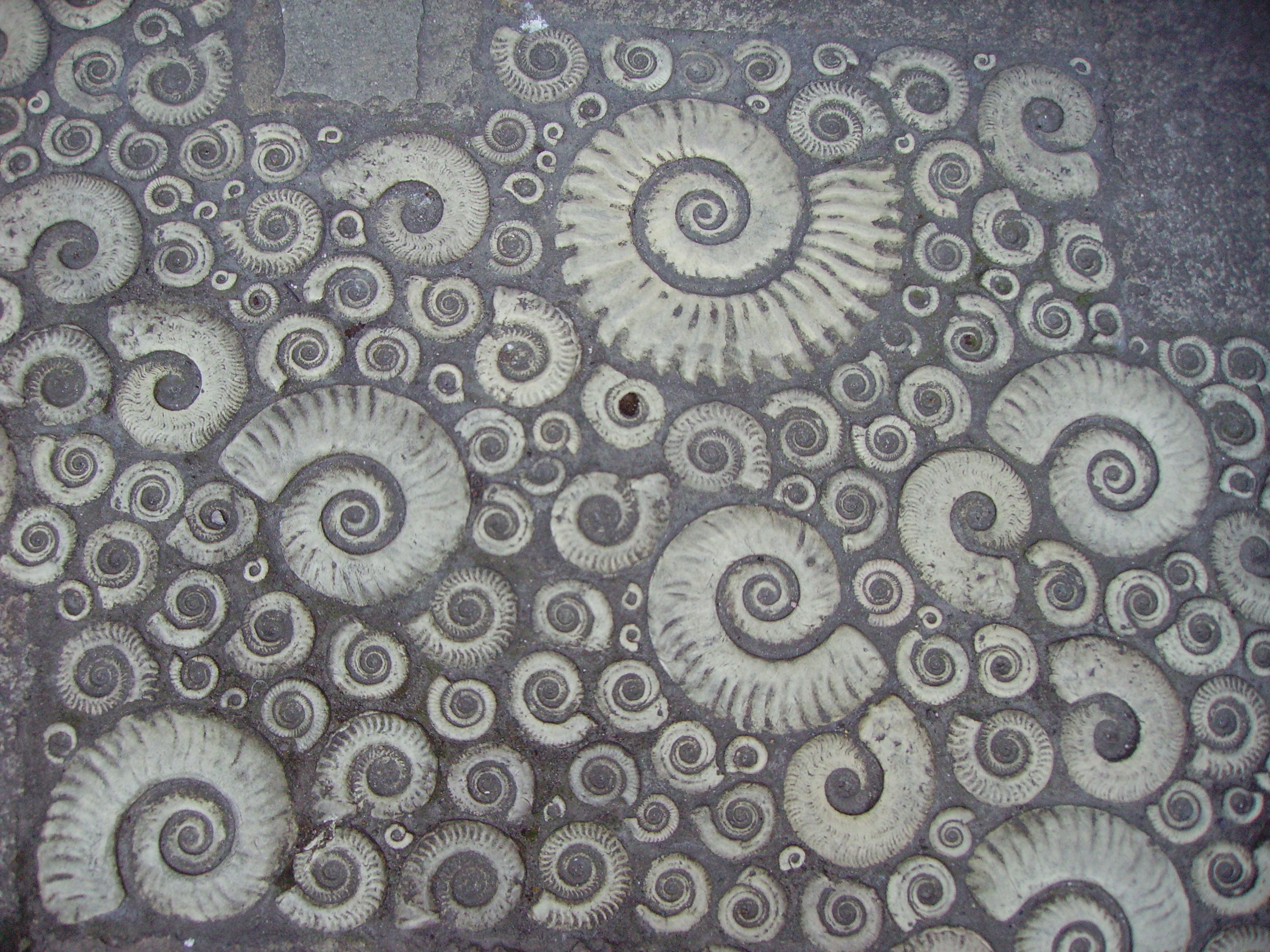
Ammonites en el suelo de piedra moldeada, delante del museo de Philpot, Lyme Regis

La  piedra moldeada  puede estar hecha de cemento blanco o gris (o una mezcla de ambos), mezclado con arenas fabricadas o naturales, piedra triturada cuidadosamente seleccionada o áridos naturales con pigmentos minerales colorantes para conseguir la apariencia y el color deseado. 
La  piedra moldeada  es un excelente reemplazo para la piedra tallada natural como: caliza, gres, arenisca, piedra azul, granito, pizarra, coral, travertino y otras piedras de construcción naturales, ya que las propiedades físicas duraderas de esta se mantienen mejor que la mayoría de  piedras talladas naturales empleadas en la construcción.

## Pirámides de Egipto
Algunos investigadores han especulado sobre si las pirámides de Egipto se construyeron a partir de algún tipo de piedra artificial (moldeada in situ), en lugar de hacerlo a partir de bloques de piedra esculpida trasladados desde grandes distancias.

## Historia

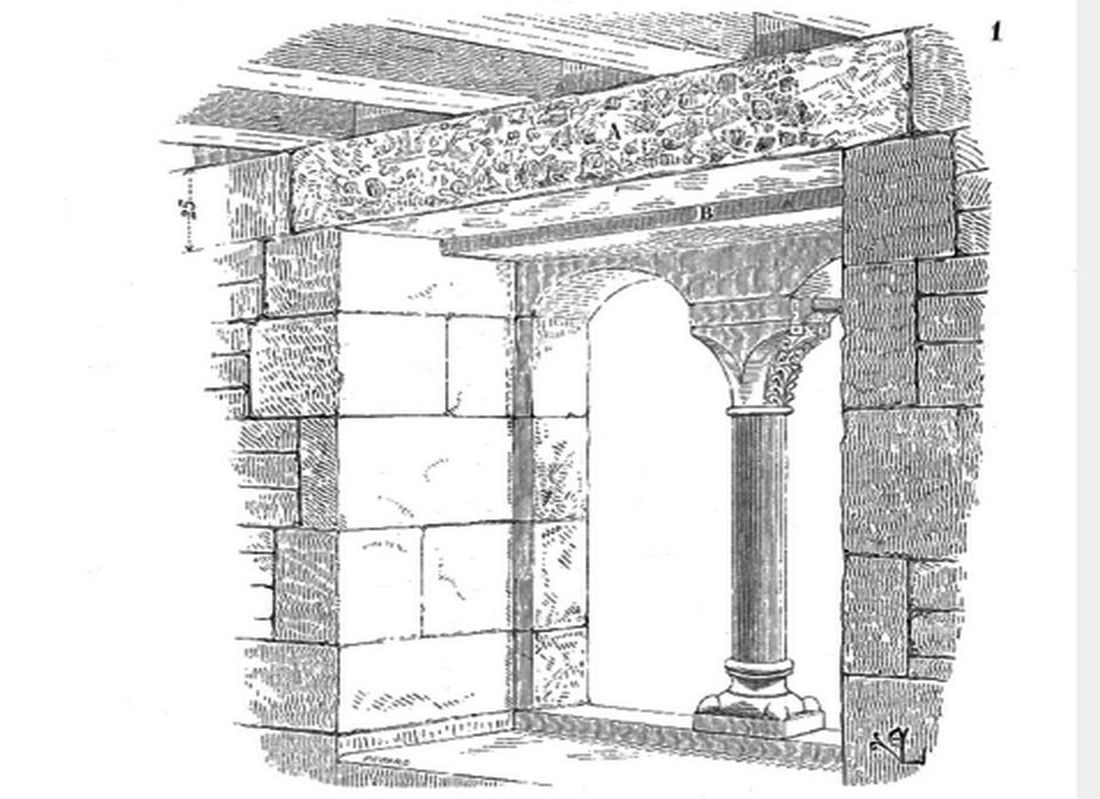
Dintel de Carcassonne muestra de piedra artificial medieval (1138)

La piedra moldeada ha sido un material de construcción muy empleado durante cientos de años. El primer uso conocido de piedra moldeada data del año 1138 y se puede ver en los dinteles y arcos de puerta de Carcasona, Francia, la ciudad que contiene los mejores restos de una fortificación de la Edad Media en Europa, aunque remozada por Viollet-le-Duc en el siglo XIX, que decidió tapar los torreones almenados, con tejados en forma de cono. 
La piedra moldeada, empezó a ser utilizada de forma amplia en Londres, en el siglo XIX y terminó por ganar una amplia aceptación en los Estados Unidos en la década de 1920.
Uno de los primeros desarrollos industriales fue la piedra de Coade, una cerámica cocida, aunque de hecho, la mayor parte de las piedras artificiales están compuestas de hormigón refinado usando, o bien moldes de madera, o bien moldes de fibra de vidrio con revestimiento de caucho o también moldes de hierro. La piedra moldeada era más barata y más uniforme que la piedra natural, y fue ampliamente utilizada en la construcción en general o en proyectos de ingeniería civil. Tenía la ventaja de que el coste del transporte de los materiales a granel moldeándolos cerca del lugar de su aplicación, era más barato que transportar grandes bloques de piedra a grandes distancias.